# Димит (окръг, Тексас)
Окръг Димит (на английски: Dimmit County) е окръг в щата Тексас, Съединени американски щати. Площта му е 3455 km², а населението - 10 248 души (2000). Административен център е град Каризо Спрингс.